# Tritão
Tritão (em grego clássico: Τρίτων), na mitologia grega, é um deus marinho, filho de Posídon e Anfitrite, geralmente representado com cabeça e tronco humano e cauda de peixe. Conhecido como o rei dos mares, é a representação masculina de uma sereia. É um fiel servidor de seus pais, atuando como seu mensageiro e serenando as águas do mar para que a carruagem de Poseidon deslize com segurança. Para tal ele se utiliza de búzios como instrumento musical, produzindo assim uma música apaziguadora.

## Na cultura popular
Tritão também foi retratado como pai d'A Pequena Sereia no conto do poeta e escritor Hans Christian Andersen. Este famoso conto também se tornou um famoso filme, sob o mesmo título, produzido pela Walt Disney Pictures.